# Prawdziwe kłamstwa
Prawdziwe kłamstwa (ang. True Lies) – film z 1994 w reżyserii Jamesa Camerona. W rolach głównych wystąpili: Arnold Schwarzenegger jako Harry Tasker i Jamie Lee Curtis jako Helen Tasker. Film jest amerykańską wersją francuskiego filmu sensacyjnego La Totale! z 1991 roku.

## Obsada
- Arnold Schwarzenegger – Harry Tasker
- Jamie Lee Curtis – Helen Tasker
- Tom Arnold – Albert „Gib” Gibson
- Bill Paxton – Simon
- Tia Carrere – Juno Skinner
- Art Malik – Salim Abu Aziz
- Eliza Dushku – Dana Tasker
- Grant Heslov – Faisil
- Charlton Heston – Spencer Trilby
- Marshall Manesh – Khaled

## Fabuła
Harry Tasker to supertajny agent komórki kontrwywiadu USA. O jego prawdziwej profesji nie wie nikt, nawet jego żona – Helen, ani córka – Dana. Wszyscy, oprócz jego przyjaciół z agencji – lekko nierozgarniętego Faisila i ustawicznie zdradzanego przez kolejne żony Gibsona, myślą, że jest on zwykłym sprzedawcą komputerów. Jego żona jest już znudzona monotonnym małżeństwem i marzy o ekscytującej przygodzie.
Film rozpoczyna się od misji w Alpach, gdzie Harry (wzorem Bonda) nawiązuje kontakt z kolekcjonerką antyków Juno Skinner. Nie wie że pracuje ona dla arabskich terrorystów. Po krótkim flircie z nią dochodzi do efektownej akcji. Harry podpala część szwajcarskiego budynku, niszcząc niecne zamiary rosyjskich terrorystów. Po chwili ma miejsce efektowny pościg Rosjan za Harrym. Amerykańskiemu agentowi udaje się w ostatniej chwili wskoczyć do furgonetki prowadzonej przez Faisila i Gibsona i wraz z nimi wrócić jeszcze tej nocy do USA, do żony i córki.
Nad ranem odwiedza go Gibson który pokazuje mu swój patent – okulary widzące to, co właśnie dany osobnik chce zobaczyć (Harry widzi jak Dana okrada go z pieniędzy po czym ucieka z kolegą). Następnie obaj idą do agencji w której pracują. Tam wraz z Faisilem dowiadują się, że Juno Skinner jest zamieszana w jakieś niecne machlojki. Harry jeszcze tego dnia odwiedza ją w jej prywatnym muzeum. Gdy odchodzi Juno kłóci się z tajemniczym Arabem. Okazuje się, że jest to Salim Abu Aziz – dowódca pakistańskich terrorystów. Tego wieczoru Harry, Faisil i Gibson śledzą Abu Aziza i dwóch jego ludzi po przedmieściach. Jak zwykle do akcji wkracza Tasker a jego dwaj koledzy czekają w pogotowiu. Gdy Harry wchodzi do toalety, atakują go obaj ludzie Abu Aziza. Podczas długiej i krwawej walki jeden z Arabów niechcący zabija swego kolegę. Po chwili do toalety wpada Abu Aziz który przypadkiem zabija drugiego ze swoich ludzi, po czym zaczyna uciekać przed Harrym. Terrorysta kradnie komuś motocykl, a Harry zabiera spotkanemu policjantowi konia. Po efektownym pościgu Harry na koniu za Abu Azizem na motocyklu, docierają do wystawnego budynku. Wsiadają do wind – obaj na swoich środkach transportu – i docierają na dach. Tuż pod budynkiem jest basen, do którego z dachu na motorze wskakuje Abu Aziz. To samo na koniu próbuje zrobić agent, ale nie udaje mu się. Obaj – koń i agent ledwo uchodzą z życiem, a terrorysta umyka. Następnego dnia Tasker wraz z Faisilem i Gibsonem dowiaduje się, że Abu Aziz jest odpowiedzialny za wiele zamachów w USA.
Następnego dnia Harry wpada do biura żony, aby zaprosić ją na kolację. Gdy ta go nie widzi, Harry słyszy, że Helen umawia się z tajemniczym Simonem. Jest zdruzgotany. Gibson próbuje go pocieszyć, ale Harry postanawia się zemścić. Wraz z kolegą podsłuchują rozmowę Helen i Simona. Ten podaje się za superszpiega i przypisuje sobie wszystkie zasługi Harry'ego. Następnego dnia Harry odwiedza Simona. Okazuje się, że jest on zwykłym sprzedawcą samochodów, a do tego strasznym zarozumialcem. Tej nocy Helen odwiedza Simona w przyczepie na odludziu. Ten mówi jej że wyrusza na misję do Rosji i prosi ją żeby została jego żoną, ponieważ wymaga tego bezpieczeństwo narodowe. Zaczyna dobierać się do niej i w tej właśnie chwili do przyczepy wdzierają się zamaskowani Harry i jego koledzy. Porywają Simona i Helen wciągając ich do furgonetki. Jeszcze tej nocy Harry i Gibson przesłuchują Helen, która ich nie widzi. Ta zwierza im się, że jest znudzona swoim monotonnym życiem i chce przeżyć coś ekscytującego. Harry i Gibson mówią jej żeby przyszła jeszcze tej nocy do pewnego budynku i odwiedziła tajemniczego bogacza (którym ma być Harry), grożąc jej że w przeciwnym razie zabiją jej rodzinę. Następnie chcą ukarać Simona, ale widząc że jest on zwykłym mięczakowatym tchórzem, który sika w majtki ze strachu, zostawiają go w spokoju.
Helen ubiera się seksownie i odwiedza w owym budynku Harry'ego (nie widzi jego twarzy). Po odtańczeniu tańca erotycznego przez panią Tasker, Harry ujawnia się żonie. Właśnie wtedy pojawiają się arabscy terroryści pod wodzą Salima Abu Aziza i Juno Skinner. Wciągają Taskerów do samolotu usypiając ich. W międzyczasie Juno próbuje przekonać Helen że miała romans z Harrym. Docierają do bezludnej wyspy na Karaibach (Florida Keys), gdzie Abu Aziz wyjawia Harry'emu swój szaleńczy plan: mianowicie zamierza on co tydzień spuścić bombę na jedno z amerykańskich miast, jeśli Amerykanie będą tolerować zło jakie rząd pakistański wyrządza swoim obywatelom. Pokazuje on im swoją bombę jądrową. Harry mówi Helen że jest szpiegiem, a ta jest na niego wściekła. Terroryści zostawiają Taskerów pod „opieką” strażników i zaczynają się modlić. Harry zabija strażników i po chwili podpala obóz terrorystów. Nie wszyscy giną. Harry wskakuje do wody i dzięki temu przeżywa. Helen zostaje ujęta przez Arabów. Następuje ranek. Harry zostaje wyłowiony z wody przez helikoptery z Faisilem i Gibsonem. Terroryści jadą samochodami przez most. Juno w jednym samochodzie z Helen. Dochodzi do bójki między obiema kobietami. Harry niechcący robi dziurę w moście. Do wody wpada kilka samochodów terrorystów, w tym ten z Juno. Helen w ostatniej chwili zostaje uratowana przez lecącego helikopterem Harry'ego. Tymczasem w USA Abu Aziz detonuje bombę na małej wyspie (jej mieszkańcy zostają ewakuowani), porywa córkę Taskerów i zaczyna grozić, że zniszczy Amerykę, jeśli jej władze nie przystaną na ich warunki. Znajdująca się w niewoli Dana kradnie klucz, niezbędny do odpalenia bomby. Abu Aziz zaczyna ją ścigać. Docierają na ramię dźwigu położone bardzo wysoko nad ziemią. Nadlatuje Harry w wojskowym samolocie (harrierze). Dana i Abu Aziz skaczą na samolot. Harry i Abu Aziz zaczynają walczyć i po chwili terrorysta spada na krawędź rakiety, którą Tasker odpala. Abu Aziz wraz z rakietą uderzają w śmigłowiec terrorystów. Tasker wraz z córką lądują na ziemi.
Film kończy się ponownie misją w Alpach, tylko że tym razem Harry jest tam z żoną. Spotykają tam Simona, który na ich widok ucieka ze strachu. Taskerowie zaczynają tańczyć, wbrew błaganiom Gibsona i Faisila, by się opamiętali.

## Ekipa filmowa
- Reżyseria
  - James Cameron
- Scenariusz
  - James Cameron
- Na podstawie scenariusza filmu „La Totale!”
  - Claude'a Zidi
  - Simona Michaëla
  - Didiera Kaminki
- Zdjęcia
  - Russell Carpenter
- Muzyka
  - Brad Fiedel
- Scenografia
  - Peter Lamont
  - Cindy Carr
- Produkcja	
  - Stephanie Austin
  - James Cameron
- Montaż	
  - Conrad Buff
  - Richard Harris
  - James Cameron
  - Mark Goldblatt
- Efekty wizualne
  - John Bruno